# Ocskay Gábor (jégkorongozó, 1975)
Ocskay Gábor (Budapest, 1975. szeptember 11. – Budapest, 2009. március 24.) a székesfehérvári Alba Volán SC jégkorongozója, kilencszeres magyar bajnok. A magyar jégkorong történetének egyik legjobb játékosa. Apja, Ocskay Gábor jégkorongozó, edző.

## Élete

### A Fehérvárnál
Ocskay Gábor Budapesten született, de gyermekkorát Székesfehérváron töltötte. 1983-tól az Alba Volán SC játékosa volt, itt ismerkedett meg Palkovics Krisztiánnal is, akivel legendás párost alkottak a pályán. 
Debütálására a felnőtt csapatban az 1993-94-es szezonban került sor. A fehérváriakkal összesen 9 alkalommal nyerte meg a magyar bajnokságot, ebből hétszer zsinórban, egyidőben Kangyal Balázs távozása után csapatkapitánya is volt a csapatnak, azonban a 2008-09-es EBEL alapszakasz után nem vállalta tovább ezt a rangot. Három alkalommal volt gólkirály a bajnokságban és ugyanennyiszer választották az év legjobb magyar jégkorongozójának.

### A válogatottban
Debütálására a válogatottban 1993-ban került sor, összesen 187 alkalommal öltötte magára a címeres mezt, tagja volt az 1998-ban és 2000-ben a C-csoportos világbajnok és a 2008-ban ugyancsak divízió I-es világbajnok magyar csapatnak, utóbbi eredménynek köszönhetően 1939 után szerepelhetett ismét a válogatott az elit-világbajnokságon 2009-ben.

## Halála
2004 szeptemberében diagnosztizáltak nála szívizom-betegséget, ami miatt veszélybe került pályafutása, négy hónappal később azonban az orvosok engedélyezték számára a jégkorongozás folytatását.
2009. március 25-én hajnalban heveny szívelégtelenségben hunyt el.  2010 októberében a Magyar Jégkorong Szövetség felterjesztette a Nemzetközi Jégkorong Szövetség Hírességek Csarnokának tagságára. 2016. május 22-én a Nemzetközi Jégkorongszövetség beválasztotta a Hírességek Csarnokába.

## Statisztikái
| 1993–94 | Alba Volán SC             | OB I.      | 20 | 9  | 17 | 26 |    |   |   |    |    |    |
| 1994–95 | Alba Volán SC             | OB I.      | 23 | 19 | 27 | 46 |    |   |   |    |    |    |
| 1995–96 | Alba Volán SC             | OB I.      | 25 | 22 | 22 | 44 |    |   |   |    |    |    |
| 1996–97 | Alba Volán SC             | OB I.      | 28 | 20 | 37 | 27 |    |   |   |    |    |    |
| 1997–98 | Alba Volán SC             | Extra Liga | 21 | 24 | 20 | 44 |    |   |   |    |    |    |
| 1998–99 | Alba Volán SC             | Extra Liga | 25 | 22 | 22 | 44 |    |   |   |    |    |    |
| 1999–00 | Alba Volán SC             | Interliga  | 28 | 18 | 25 | 43 | 18 |   |   |    |    |    |
| 1999–00 | Alba Volán SC             | OB I.      | 15 | 14 | 14 | 28 |    |   |   |    |    |    |
| 2000–01 | Alba Volán SC             | Interliga  | 16 | 18 | 21 | 39 | 20 | 4 | 5 | 1  | 6  |    |
| 2000–01 | Alba Volán SC             | OB I.      | 15 | 14 | 19 | 33 | 12 |   |   |    |    |    |
| 2001–02 | Alba Volán SC             | Interliga  | 15 | 13 | 20 | 33 | 14 |   |   |    |    |    |
| 2001–02 | Alba Volán SC             | OB I.      | 7  | 6  | 4  | 10 | 4  |   |   |    |    |    |
| 2002–03 | Alba Volán SC             | Interliga  | 12 | 8  | 5  | 13 | 6  |   |   |    |    |    |
| 2002–03 | Alba Volán SC             | OB I.      | 12 | 6  | 18 | 24 | 16 |   |   |    |    |    |
| 2003–04 | Alba Volán SC             | Interliga  | 20 | 7  | 18 | 25 | 37 |   |   |    |    |    |
| 2003–04 | Alba Volán SC             | OB I.      | 18 | 14 | 18 | 32 | 33 |   |   |    |    |    |
| 2004–05 | Alba Volán SC             | Interliga  | 2  | 1  | 1  | 2  | 0  |   |   |    |    |    |
| 2004–05 | Alba Volán SC             | OB I.      | 3  | 1  | 2  | 3  | 0  |   |   |    |    |    |
| 2005–06 | Alba Volán SC             | OB I.      | 10 | 7  | 8  | 15 | 12 | 8 | 7 | 8  | 15 | 12 |
| 2005–06 | Alba Volán SC             | Interliga  | 24 | 9  | 24 | 33 | 20 | 8 | 2 | 5  | 7  | 16 |
| 2006–07 | Alba Volán SC             | OB I.      | 19 | 17 | 23 | 40 | 20 |   |   |    |    |    |
| 2006–07 | Alba Volán SC             | Interliga  | 24 | 9  | 23 | 32 | 20 |   |   |    |    |    |
| 2007–08 | Alba Volán SC             | EBEL       | 41 | 8  | 21 | 29 | 14 |   |   |    |    |    |
| 2007–08 | Alba Volán SC             | OB I.      | 4  | 1  | 2  | 3  | 6  | 9 | 8 | 10 | 18 | 8  |
| 2008-09 | Alba Volán Székesfehérvár | EBEL       | 53 | 19 | 24 | 43 | 42 |   |   |    |    |    |
| 2008–09 | Alba Volán SC             | OB I.      |    |    |    |    |    | 5 | 2 | 9  | 11 |    |

## Emléke
- A magyar férfi jégkorong-válogatott és az Alba Volán SC visszavonultatta a 19-es mezszámot.
- A székesfehérvári jégcsarnok ifj. Ocskay Gábor nevét viseli.
- Az Alba Volán jégkorongcsapata Sapa Fehérvár AV19 néven szerepel a jövőben.
- Ocskay Gábor Emléktorna évente rendszeresen megrendezésre kerül.
- Az Alba Volán SC szobrot állított Ocskayról a jégcsarnok bejáratánál (2015. szeptember 5.)[4]
- Fiatal jégkorongozókat és beteg gyermekeket támogató alapítvány jön létre, melynek alapját Ocskay Gábor hagyatékából elárverezett tárgyakból kívánják megteremteni
- FankaDeli a Ki tudja melyikben (Kiscsicsónak) című számában állít emléket a sportolónak 2009-ben, majd 2012-ben újabb számban emlékezik meg róla Olvadjon a jég című számában.
- A Ganxsta Zolee és a Kartel szintén írt egy emlékdalt Ocskay Gábornak (2009)[5]

## Válogatott
187-szeres válogatott
Mezszám: 19